# Матрична организация
Матрична организация е организационна структура, в която всеки служител се отчита пред две управленски йерархии. Визуално тя може да се представи като таблица.

## Управление на проекти
В управлението на проекти матричната организационна структура разпределя всеки служител във функционален отдел и в определен проект. При такава структура ключово значение има това ръководителите на проекти и управителите на отдели да общуват редовно и да притежават ясно определени стратегически цели.
Матричната организация е компромисна алтернатива между функционалната организация и организацията ориентирана около проекти. Различни варианти на матричната организация може да са:
- слаба/фунцкионална матрица
- балансирана/функционална матрица
- матрица, която е силна/ориентирана около проекти